# Рогне, Томас
То́мас Рогне́ (норв. Thomas Rogne; род. 29 июня 1990, Берум) — норвежский футболист, центральный защитник клуба «Хельсингборг».

## Клубная карьера

### «Стабек»
Карьеру футболиста Рогне начал в норвежском клубе «Стабек». В конце 2007 года на предсезонном сборе в испанской Ла Манге в товарищеском матче против российского клуба «Крылья Советов» Томас получил тяжелую травму — разрыв связок колена. На поле защитник вернулся лишь спустя год. Тогда состоялись первые матчи Рогне в еврокубках — Томас играл за «Стабек» в матчах Лиги чемпионов против датского «Копенгагена» и испанской «Валенсии».

### «Селтик»
20 января 2010 года Рогне подписал контракт с глазговским «Селтиком» сроком на три с половиной года.
Бывший игрок «кельтов», Видар Рисет, в интервью шотландским СМИ охарактеризовал новичка «бело-зелёных», как «лучшего молодого игрока из Норвегии за последние десять лет». Главный тренер «кельтов» Тони Моубрей заявил, что «у норвежца большое будущее», и он, как наставник команды «очень рассчитывает на него в обороне».
Сам же Томас на своей презентации в качестве новобранца команды признался:
Я очень рад, что подписал контракт с таким клубом, как «Селтик». Сбылась моя мечта перейти в известный клуб. Хочу быть в основном составе, так что сделаю все, что в моих силах, чтобы добиться этого как можно скорее.
Рогне взял себе номер «25», под которым ранее выступали такие известные игроки «Селтика», как Сюнсуке Накамура и Любомир Моравчик.
10 февраля 2010 года Томас, выйдя на замену вместо Гленна Ловенса в матче с «Харт оф Мидлотиан», дебютировал за «бело-зелёных». 20 февраля Рогне впервые вышел в основном составе «Селтика» — в этот день «кельты» встречались с «Данди Юнайтед». После игры главный тренер «бело-зелёных» Тони Моубрей в интервью высоко оценил потенциал молодого норвежца. 28 февраля в матче «бело-зелёных» против «Рейнджерс» норвежец получил травму. Восстановившись после неё через два месяца, 25 апреля он вновь был поставлен в основной состав «кельтов» на игру с «Данди Юнайтед», но уже на 34-й минуте был заменён вследствие рецидива повреждения. В начале сезона 2010/11 Рогне вновь вернулся в основной состав «Селтика». 6 ноября 2010 года Томас в поединке против «Абердина» был удалён с поля за фол последней надежды. 21 декабря Рогне забил свой первый гол за «Селтик», поразив ворота «Килмарнока».

## Сборная Норвегии
В 2009 году Томас сыграл три матча за сборную Норвегии до 19 лет. В 2010 году дебютировал в составе национальной молодёжной команды. В феврале 2012 года защитник впервые получил вызов в первую сборной Норвегии на товарищеский поединок против Северной Ирландии. В этой игре Рогне и дебютировал в национальной команде, проведя полный матч.

### Матчи и голы за сборную Норвегии
| № | Дата            | Место                                      | Оппонент          | Счёт | Голы | Соревнование      |
| 1 | 29 февраля 2012 | «Уиндзор Парк», Белфаст, Северная Ирландия | Северная Ирландия | 3:0  | —    | Товарищеский матч |
| 2 | 15 августа 2012 | «Уллевол», Осло, Норвегия                  | Греция            | 2:3  | —    | Товарищеский матч |

Итого: 2 матча /0 голов; 1 победа, 0 ничьих, 1 поражение.
(откорректировано по состоянию на 15 августа 2012)

### Сводная статистика игр/голов за сборную
| Сборная          | Год              | Отборочные матчи ЧМ | Отборочные матчи ЧМ | Финальные матчи ЧМ | Финальные матчи ЧМ | Отборочные матчи ЧЕ | Отборочные матчи ЧЕ | Финальные матчи ЧЕ | Финальные матчи ЧЕ | Товарищеские матчи | Товарищеские матчи | Итого | Итого |
| Сборная          | Год              | Игры                | Голы                | Игры               | Голы               | Игры                | Голы                | Игры               | Голы               | Игры               | Голы               | Игры  | Голы  |
| ---------------- | ---------------- | ------------------- | ------------------- | ------------------ | ------------------ | ------------------- | ------------------- | ------------------ | ------------------ | ------------------ | ------------------ | ----- | ----- |
| Норвегия         | 2012             | —                   | —                   | —                  | —                  | —                   | —                   | —                  | —                  | 2                  | 0                  | 2     | 0     |
| Всего за карьеру | Всего за карьеру | 0                   | 0                   | 0                  | 0                  | 0                   | 0                   | 0                  | 0                  | 2                  | 0                  | 2     | 0     |

(откорректировано по состоянию на 15 августа 2012)

## Достижения
«Селтик»
- Чемпион Шотландии (2): 2011/12, 2012/13
- Обладатель Кубка Шотландии (2): 2010/11, 2012/13
- Финалист Кубка шотландской лиги (2): 2010/11, 2011/12